# Taeniophallus
Taeniophallus är ett släkte av ormar som ingår i familjen snokar. Släktet tillhör underfamiljen Dipsadinae som ibland listas som familj.
Vuxna exemplar är med en längd mindre än 75 cm små ormar. De förekommer i Sydamerika. Det är nästan inget känt om arternas levnadssätt. För flera arter antas att honor lägger ägg.
Arter enligt Catalogue of Life:
- Taeniophallus affinis
- Taeniophallus bilineatus
- Taeniophallus brevirostris
- Taeniophallus nebularis
- Taeniophallus nicagus
- Taeniophallus occipitalis
- Taeniophallus persimilis
- Taeniophallus poecilopogon

The Reptile Database listar dessutom:
- Taeniophallus quadriocellatus